# Unos por otros
Unos por otros es una novela del autor escocés Philip Kerr protagonizada por el detective privado Bernhard "Bernie" Gunther en la Alemania del apogeo y declive nazi. Inicialmente se trató de una trilogía conocida como Berlin Noir publicada en los años 1989, 1990 y 1991, pero en 2006 el autor retomó la serie con esta novela a la que siguieron algunas más.

## Argumento
Munich 1949. Después de unos meses regentando el hotel de su fallecido suegro y tras la muerte por enfermedad de su mujer Kirsten, Bernie Gunther se establece de nuevo como detective privado. Sus primeros casos en Múnich tienen que ver, muy a su pesar, con los intentos de distintos colectivos por conseguir la amnistía para algunos nazis encarcelados por los aliados.
En Unos por otros Gunther recibe el encargo de una hermosa mujer de averiguar si su marido, un criminal de guerra nazi fugado, está vivo o muerto. Una investigación por la que Gunther descubrirá algunas de las distintas redes secretas que operaban en Alemania, por un lado las que ayudaban a huir a los criminales de guerra nazis, como ODESSA (protegida por la CIA) o La Compañía (protegida por El Vaticano); y por otro lado a los grupos judíos conocidos como Nakam (venganza) que perseguían y asesinaban criminales nazis. Gunther se verá inmerso en una peligrosa conspiración que lamentablemente para él determinará su futuro lejos de Alemania.